# Grande Nibbio

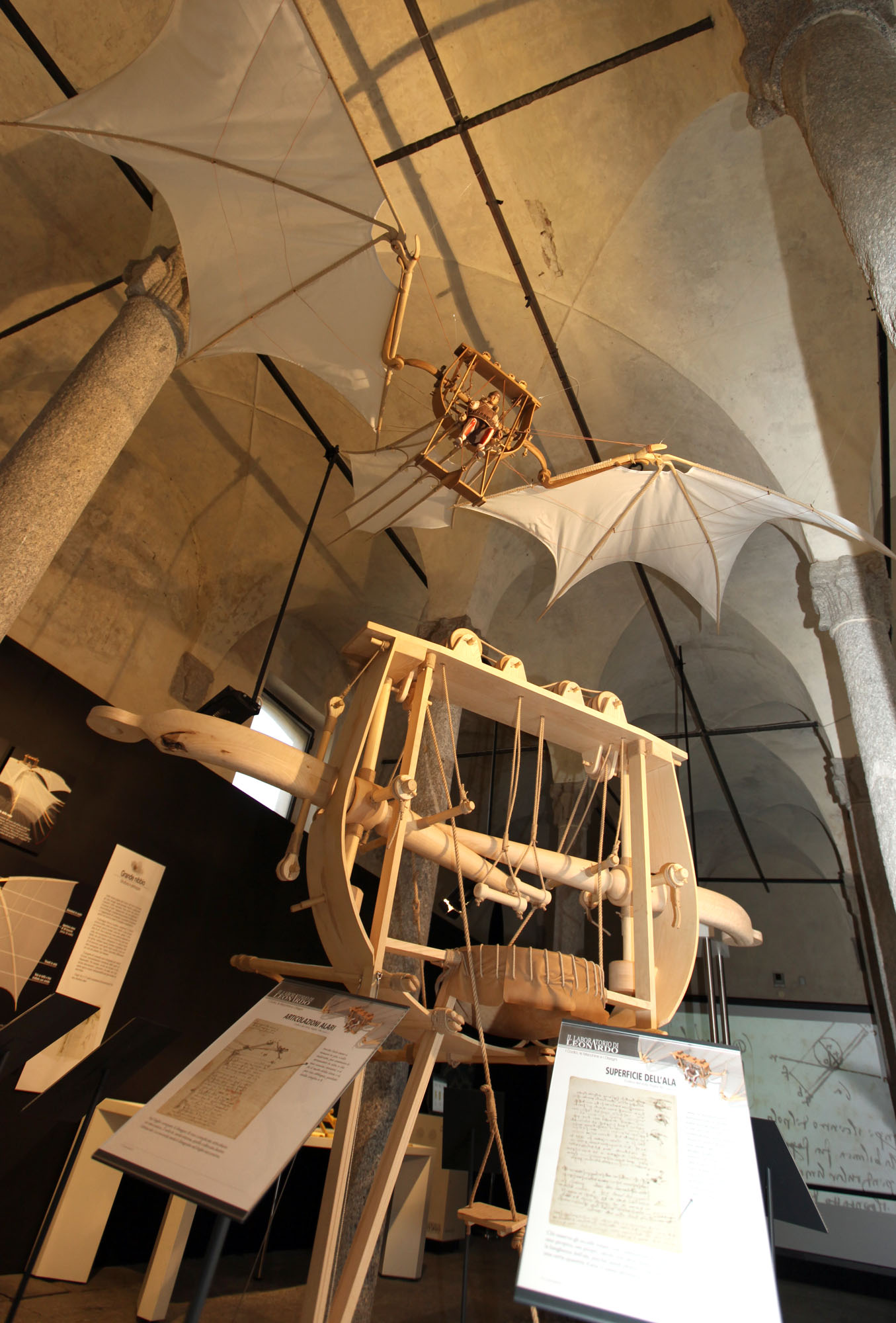
Il Grande Nibbio, La macchina volante di Leonardo nel Codice del Volo

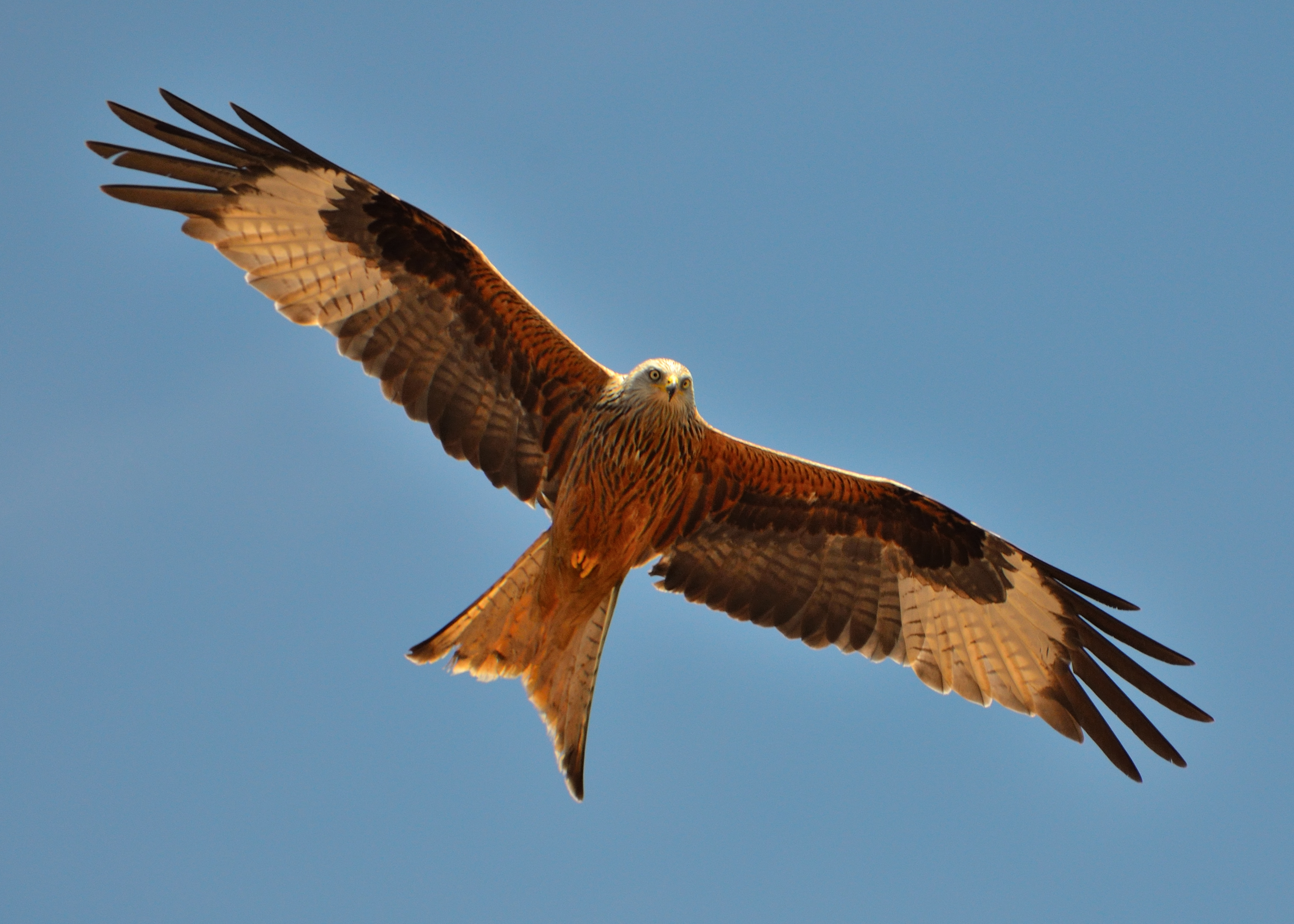
Nibbio reale

Il Grande Nibbio è il nome attribuito da Edoardo Zanon a una macchina volante ideata da Leonardo da Vinci tra la fine del '400 e l'inizio del '500 il cui nome si rifà a quello dell'uccello, il nibbio reale dal cui volo Leonardo aveva tratto ispirazione tenendo presente anche il pipistrello la cui membrana alare viene imitata nella copertura delle ali.

## Storia
Leonardo si dedicò per lungo tempo alla impostazione teorica del suo ambizioso progetto di realizzare uno strumento per il volo umano: gli studî sul volo risalgono in parte al primo periodo del soggiorno a Milano, tra il 1486 e il 1490, e in parte al secondo periodo del soggiorno a Firenze, verso il 1505. Con una serie di appunti e disegni riportati nel Trattato delli uccelli, rimasto incompleto, Leonardo programmava la sua ricerca sul volo degli uccelli, che doveva essere propedeutica a quella sul volo artificiale: «Dividi il trattato degli uccelli in quattro libri, de' quali il primo sia del volare per battimento d'alie; il secondo del volo sanza batter l'alie, per favor di vento; il terzo del volare in comune, come d'uccelli, pipistrelli, pesci, animali, insetti; l'ultimo del moto strumentale» (Leonardo da Vinci, Manoscritto K, f. 3r).
Approfondito il concetto e la meccanica del volo, unendo natura e ingegneria, per la progettazione tecnica del Grande Nibbio Leonardo eseguì una decina di disegni di parti e componenti parziali della macchina riportati in diversi fogli del Codice sul volo degli uccelli  nel quale manca invece una descrizione complessiva unitaria dell'apparecchio per il volo.

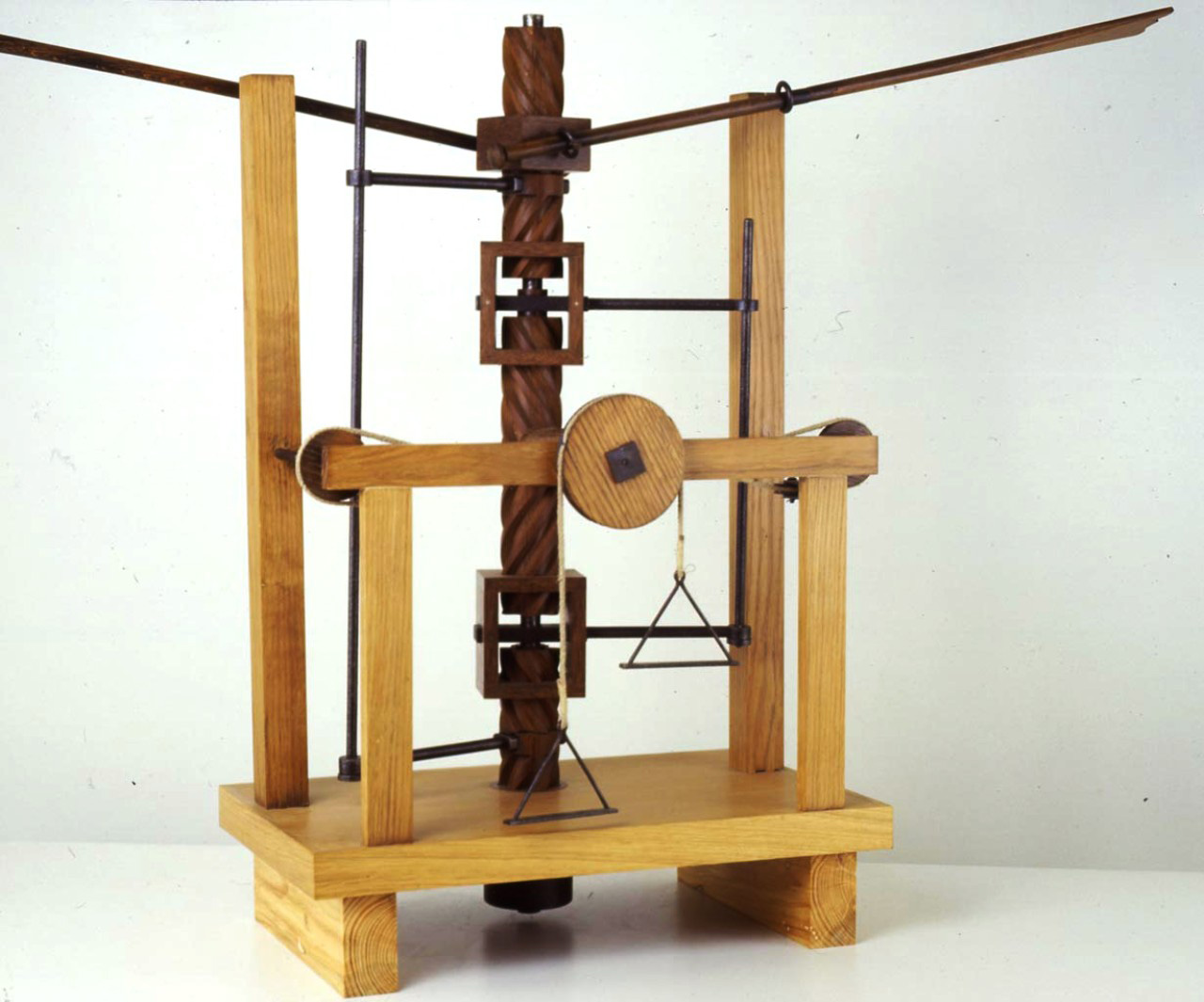
Meccanismo agevolatore per il battito delle ali

Da alcuni disegni tuttavia è possibile presumere che il meccanismo sia stato ideato come un'imitazione del volo battente: essendo questo però difficilmente realizzabile con i mezzi dell'epoca, Leonardo preferì sviluppare una macchina per un volo prevalentemente planato che prevedeva la presenza di un pilota di cui Leonardo s'ingegnò, con numerosi sistemi da lui disegnati, di ridurne lo sforzo e moltiplicare così il rendimento dei suoi muscoli. 
Una tradizione non adeguatamente documentata narra del primo esperimento di volo che Leonardo avrebbe realizzato con il "Grande Nibbio". L'episodio fu preannunciato in una annotazione di Leonardo in scrittura sinistrorsa sull'ultima pagina del Codice sul volo degli uccelli risalente al 1505, dove profetizza che
(Leonardo da Vinci, Codice sul volo degli uccelli, III di cop.)

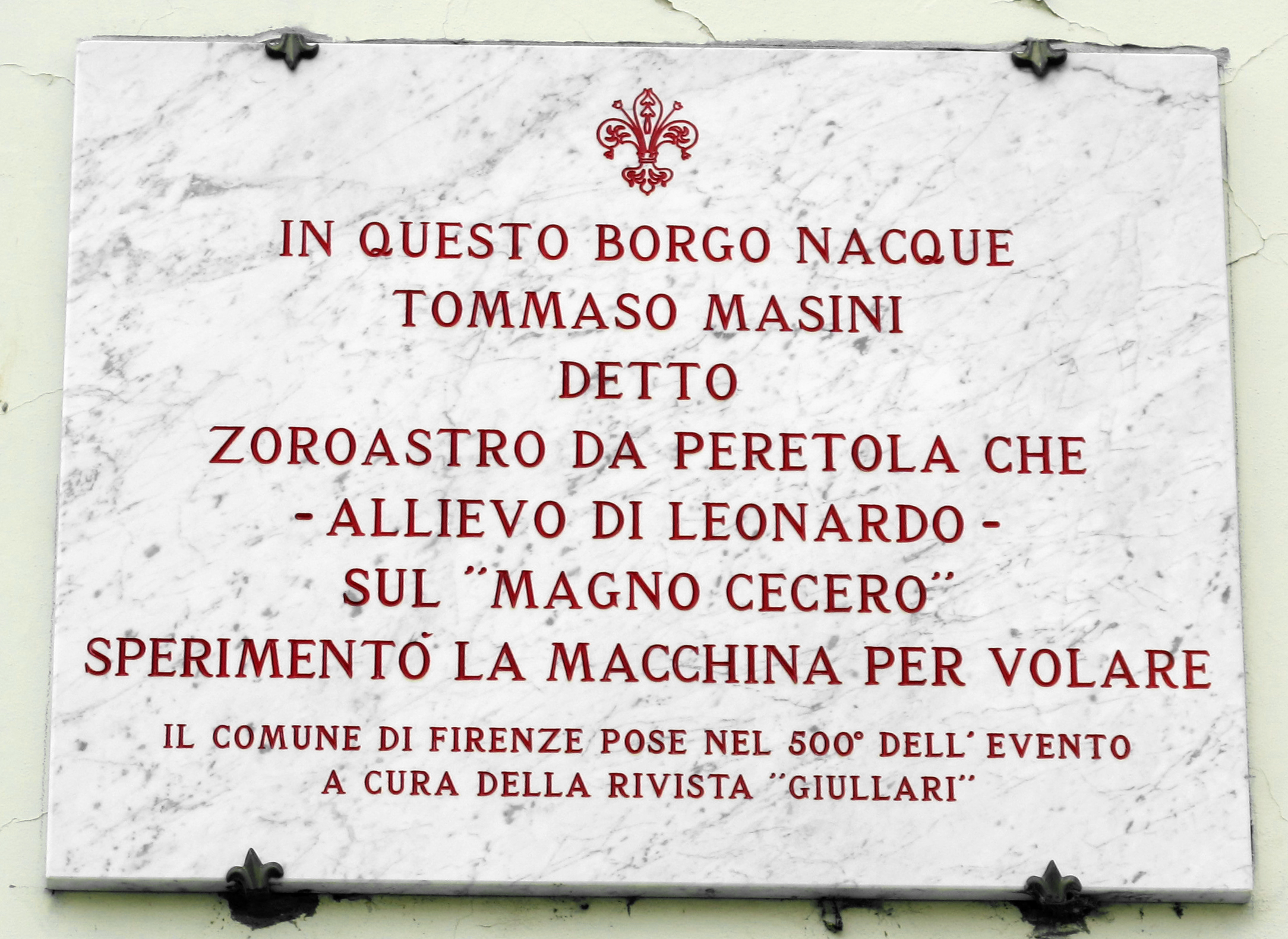
Targa a Tommaso Masini nel borgo fiorentino di Peretola

Il volo di prova con il prototipo sarebbe stato affidato a un suo collaboratore Zoroastro da Peretola, pseudonimo di Tommaso Masini, conosciuto dal maestro quando nel 1482 si mise in viaggio verso Milano alla corte dello Sforza accompagnato dal Masini, "meccanico e mago", da un tale Atalante Migliorotti musico, e dal Salai. 
Il volo sperimentale sarebbe avvenuto nel 1506 sul monte Ceceri, una collina nel comune di Fiesole. La macchina volante lanciata nella vallata avrebbe planato per diversi metri prima di schiantarsi a terra. Nell'urto Masini avrebbe riportato una frattura alle gambe.

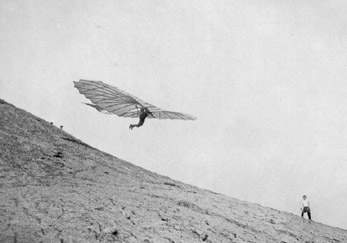
Otto Lilienthal in un volo planato

In tempi più recenti Otto Lilienthal (1848-1896), che ebbe come ispirazione per la costruzione della sua macchina volante il volo degli uccelli, probabilmente utilizzando lo stesso metodo di analisi e sperimentazione di Leonardo, riuscì a compiere con successo migliaia di voli librati fino a quando caduto nell'ultimo volo di collaudo per le ferite riportate perse la vita.
Una versione del Grande Nibbio è stata realizzata dal Centro ricerche Leonardo 3 e nel 2009 è stata esposta nel Museo di storia naturale del Mediterraneo. Dal 2013 la macchina è esposta nella mostra permanente Il mondo di Leonardo di Milano.